# Union Valley (comté de Hunt, Texas)
Pour les articles homonymes, voir Union Valley.
Union Valley est une ville située au sud-ouest de Greenville dans le comté de Hunt au Texas, aux États-Unis,. La ville est fondée dans les années 1860.

## Démographie
Lors du recensement de 2010, la ville comptait une population de 307 habitants. Elle est estimée, en 2018, à 379 habitants.

### Source de la traduction
- (en) Cet article est partiellement ou en totalité issu de l’article de Wikipédia en anglais intitulé « Union Valley, Texas » (voir la liste des auteurs).